# Breitefenn

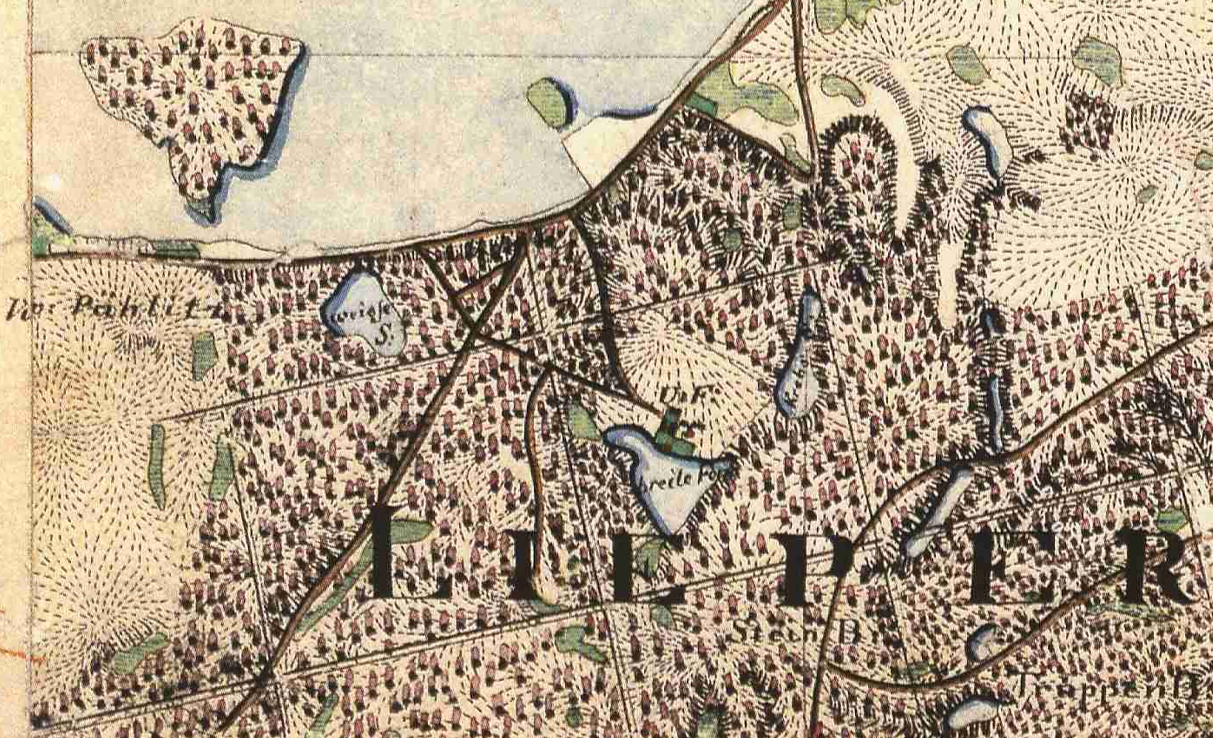
Der Wohnplatz Breitefenn, Stadt Oderberg, Ausschnitt aus dem Urmesstischblatt 3150 Oderberg von 1844

Breitefenn ist ein Wohnplatz der Stadt Oderberg im Landkreis Barnim (Brandenburg). Die Stadt Oderberg gehört dem Amt Britz-Chorin-Oderberg an. 1801 wurde ca. 350 Meter westlich des heutigen Wohnplatzes Breitefenn eine Unterförsterei erbaut, die den Namen Breitefenn erhielt. Zwischen 1885 und 1898 wurde nun am heutigen Areal des Wohnplatzes ein neues Förstereigehöft aufgebaut. Während nun das ursprüngliche Förstereigehöft den Namen Alte Försterei annahm, wurde der Name Breitefenn auf das neue Gehöft übertragen. Heute ist hier die Revierförsterei Breitefenn der Landeswaldoberförsterei Chorin untergebracht.

## Lage
Der Wohnplatz Breitefenn liegt ca. 2,7 Kilometer nordwestlich von Oderberg-Neuendorf und ca. 4,7 Kilometer nordnordwestlich dem Stadtkern von Oderberg am Nordwestende des Feuchtgebietes Breites Fenn. Der Wohnplatz ist über die Fortsetzung der Brodowiner Straße von Oderberg aus zu erreichen. 300 Meter weiter liegt der Wohnplatz Alte Försterei der Stadt Oderberg. Die Wohnplätze Breitefenn und Alte Försterei liegen auf etwa 75 m ü. NHN.

## Geschichte
1801 wurde am Breitefenn im Liepeschen Forst eine neue Unterförsterei erbaut, die das beim Brand des Dorfes Parstein im Jahr 1800 abgebrannte dortige Forsthaus ersetzen sollte. Die amtliche Benennung der neuen Försterei erfolgte jedoch erst 1817.

„Im Angermündischen Kreis hat die in der Liepeschen Forst am sogenannten breiten Feen im Jahre 1801 aufgebaute, 1/2 Meile nördlich von Oderberg, nahe bei dem Vorwercke Peelitz belegne Unterförsterei den Namen Breitenfeen [sic!]... erhalten.“

Der Name wandelte sich rasch zu Breitefenn. Die offizielle Schreibweise Breitenfeen wurde, soweit ersichtlich, nie benutzt, vielleicht handelt es sich auch nur um einen lapsus calami. 1817 hatte der Wohnplatz neun Einwohner. Nach der Ortschaftsstatistik von 1861 (die den Stand von 1858 wiedergibt) bestand das Förstereigehöft in Breitefenn aus einem Wohnhaus und zwei Wirtschaftsgebäuden. Die Kleinsiedlung hatte damals 11 Bewohner. 1871 wohnten in dem einen Wohnhaus sechs Menschen.  Das Gemeindelexikon von 1888 (Stand 1885) kennt nur ein Wohnhaus bzw. Forsthaus Breitefenn; mit acht Einwohnern. Im Gemeindelexikon von 1898 (Stand 1895) wird dann erstmals unterschieden zwischen der Alten Försterei Breitefenn mit einem Wohnhaus und neun Bewohnern, und dem (neuen) Forsthaus Breitefenn bestehend aus einem Wohnhaus mit ebenfalls neun Einwohnern. Bisher ließ sich nicht ermitteln, wann genau das neue Forsthaus gebaut wurde. Es muss jedoch nach den beiden Gemeindelexika zu urteilen zwischen 1885 und 1895 entstanden sein.
1925 hatten der Wohnplatz Breitefenn (neues Forsthaus Breitefenn und Alte Försterei zusammen) zehn Einwohner.

## Das Forsthaus Breitefenn in der Hierarchie der Forstverwaltung
1801 gehörte die Försterei Breitefenn, damals noch Unterförsterei genannt, zum Forstrevier Liepe unter der Leitung des Oberjägers Bartikow. Das Forstrevier Liepe gehörte zum II. (Forst-)Distrikt der Mark Brandenburg unter dem Oberforstmeister von Schenck in Berlin. Die direkte Aufsicht  über eine Reihe von Forstrevieren, darunter auch das Forstrevier Liepe, hatte Forstmeister von Krebs. Nach der Einführung der Forstverwaltung in der damaligen Provinz Brandenburg im Jahr 1817 wurde das Lieper Revier der Forstinspektion Neustadt unterstellt. Leiter der Forstinspektion Neustadt wurde der Oberjäger Bartikow, bisher Forstrevierverwalter des Lieper Reviers. Neuer Forstrevierverwalter des Lieper Reviers wurde Oberförster Kalisch. Bei der ersten Verwaltungsreform der Forstbehörden 1827 wurden die bisher 12 Forstinspektionen des Regierungsbezirks Potsdam auf sechs Forstinspektionen reduziert. Die Unterförsterei Breitefenn kam nun zum 4. Bezirk mit Sitz in Neustadt-Eberswalde. In einer weiteren Verwaltungsreform 1850 wurde die Zahl der Forstinspektionen auf fünf reduziert. Das Revier Liepe wurde nun Oberförsterei Liepe genannt und gehörte zum Forstinspektionsbezirk Neustadt-Eberswalde. Aus den Unterförstereien wurden nun Förstereien. 1870 wurde die Oberförsterei Liepe in die Forstinspektion Potsdam-Cöpenick transferiert.
1881 wurden die Oberförstereien Biesenthal, Liepe und Freienwalde neu abgegrenzt und gleichzeitig eine vierte Oberförsterei, die Oberförsterei Eberswalde, neu gebildet. Die Förstereien Breitelege, Breitefenn und Maienpfuhl wurden von der Oberförsterei Liepe abgetrennt und der Oberförsterei Freienwalde zugeordnet. Die Bewirtschaftung in den neuen Grenzen erfolgte ab dem 1. Oktober 1881, die Rechnungslegung dagegen erst ab 1. April 1882. Die verkleinerte Oberförsterei Liepe wurde 1882 zudem in Oberförsterei Chorin umbenannt. Der Oberförsterei Freienwalde waren somit die Förstereien Breitelege, Breitefenn, Maienpfuhl, Sonnenburg, Torgelow und Brahlitz zugeordnet. Sie verwaltete damals 5022,421 ha Waldflächen.
1896 wurde die Forstinspektion Potsdam-Cöpenick in Forstrathsbezirk Potsdam-Eberswalde umbenannt. Kurt Brachvogel nennt die übergeordnete Behörde schon 1900 Forstinspektionsbezirk Eberswalde. 1934 wurde schließlich aus der Oberförsterei Freienwalde ein Forstamt Freienwalde.
Ab 1952 gehörte die Revierförsterei Breitefenn zum Staatlichen Forstwirtschaftsbetrieb Eberswalde-Finow. Heute gehört die Revierförsterei Breitefenn zur Landeswaldoberförsterei Chorin.

## Kommunale Zugehörigkeit
Breitefenn gehörte bis 1839 zum Amt Chorin. Nach dessen Auflösung war es ortspolizeilich dem Rentamt Neustadt-Eberswalde bzw. ab etwa 1850 dem Gutsbezirk Forst Liepe unterstellt. Nach der Auflösung der landesherrlichen Ämter 1872/74 wurden die hoheitlichen Aufgaben den Kreisen und den neugebildeten Amtsbezirken übertragen. Danach gehörte der Gutsbezirk Forstbezirk Liepe mit dem Schutzbezirk und dem Forsthaus Breitefenn zum Amtsbezirk 13 Amt Chorin. Amtsvorsteher war Oberförster Bando in der Oberförsterei Amt Chorin, sein Stellvertreter Oberamtmann Kleinau in Buchholz. Der Forstgutsbezirk Liepe im Amtsbezirk Amt Chorin bestand 1881 aus der Oberförsterei Amt Chorin, dem Bahnhof Chorin, dem Forsthaus Breitefenn, dem Forsthaus Grenzhaus (Gem. Niederfinow), dem Forsthaus Kahlenberg (Stadt Eberswalde), dem Forsthaus Liepe, dem Forsthaus Maienpfuhl, dem Forsthaus Senftenthal, dem Forsthaus Theerofen, der Kolonie am Nettelgraben, dem Chausseehaus Mönchsbrück, dem Parsteinwerder (fiskalisches Fischerei-Etablissement) mit dem Parsteiner See und dem Sandkrug mit der Ragöser Mühle.
Im Jahr 1900 wurden die Schutzbezirke bzw. Forsthäuser Breitefenn, Maienpfuhl und Breitelege mit insgesamt 3219,2574 ha vom Gutsbezirk Forst Liepe (der gleichzeitig in Gutsbezirk Königliche Forst Chorin umbenannt wurde) abgetrennt und zu einem selbständigen Gutsbezirk Königliche Forst Freienwalde zusammengefasst.
Mit der Auflösung der Gutsbezirke 1929 kam der Wohnplatz Breitefenn 1929 an die neu gebildete Gemeinde Neuendorf. 1931 waren Forsthaus und Waldarbeitergehöft Breitefenn ein Wohnplatz in der Gemeinde Neuendorf. 1950 und 1957 hatte das Forsthaus Breitefenn den Status eines Wohnplatzes der Gemeinde Neuendorf.
1961 wurde Neuendorf in die Stadt Oderberg eingemeindet und hatte 1971 den Status eines Ortsteils von Oderberge. Nach der politischen Wende wurde 1992 das Amt Oderberg gegründet. Zum 1. Januar 2009 wurde das Amt Oderberg aufgelöst. Die Gemeinden Liepe, Lunow-Stolzenhagen (mit den Ortsteilen Lunow und Stolzenhagen), die Stadt Oderberg und Parsteinsee (mit den Ortsteilen Lüdersdorf und Parstein) wurden in das Amt Britz-Chorin eingegliedert, das gleichzeitig in Amt Britz-Chorin-Oderberg umbenannt wurde. In der Hauptsatzung der amtsangehörigen Stadt Oderberg werden keine Ortsteile mehr benannt, sondern nur noch Wohnplätze. Neuendorf wurde außerdem in Oderberg-Neuendorf umbenannt und hat nur noch den Status eines Wohnplatzes, ebenso die Alte Försterei und Breitefenn (= Forsthaus Breitefenn).

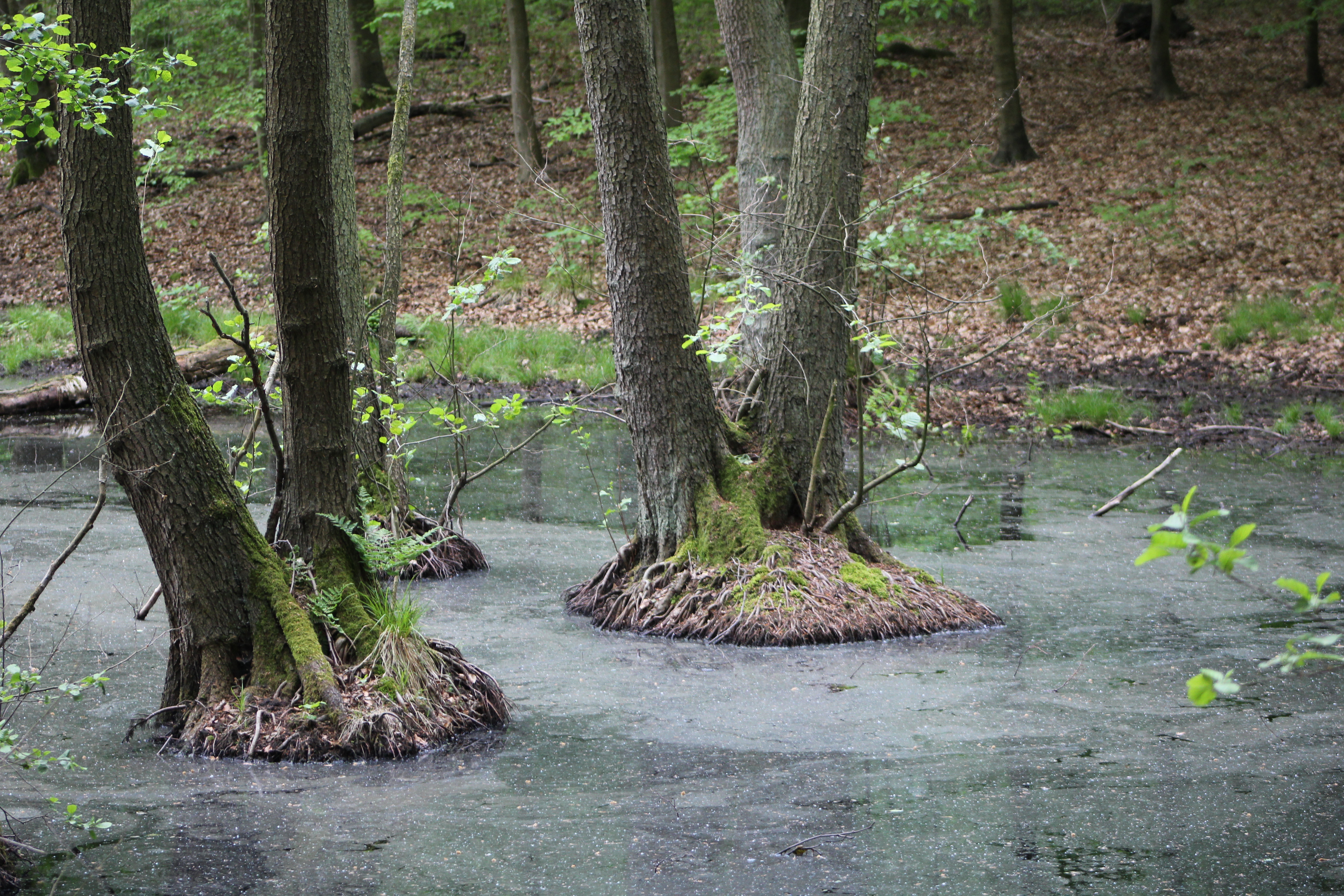
Naturschutzgebiet Breitefenn

## Liste der Förster
- (1818) bis 1837 (†) Förster Riebe[24][25]
- ab 1837 bis 1853 (†) Förster Kühne[26] war bisher in der Försterei Hegermühle (Oberförsterei Biesenthal)[24]
- ab 1. Juli 1853 bis 1857 (†) Förster Demantowsky, er war vorher in der Försterei Voigtswiese/Hüttendorf (Oberförsterei Grimnitz)[26][27]
- ab 1. Juli 1857 bis 1865 (†) Förster Mundt[28][27] war vorher in der Försterei Kahlenberg (Oberförsterei Lipe/Chorin)
- 1. April 1866 bis 30. Juni 1884 Förster August Boedewig (* 3. Mai 1814 in Kemnitzer Oberheide, Krs. Zauch-Belzig[29])[30][31][32] vorher Försterei Breitelege I/Saaten-Neuendorf (Oberförsterei Freienwalde)
- ab 1. Juli 1884 bis (1891) Förster Hugo Schinn, war vorher in der Försterei Breitelege I/Saaten-Neuendorf (Oberförsterei Freienwalde)[33]
- ab 1. Juli 1891 bis 1910 (†) Förster Rudolf Massias (* 11. Februar 1856 in Krüden, Krs. Osterburg, † 26. Juni 1910)[34][35][17]
- ab 1. Oktober 1910 bis 1916 (†) Förster Paul Peglow (* 11. Mai 1870 in Sablath, Krs. Sorau, † 20. Juli 1916), bisher in Försterlake (Oberförsterei Falkenhagen)[36]
- ab 1. November 1916 bis (?) Förster Hugo Greiner (* 19. September 1870 in Forsthaus Augustenwalde), war vorher in der Försterei Breitelege (Oberförsterei Freienwalde)[37][38][39]

## Naturschutzgebiet Breitefenn
Ein kleines Naturschutzgebiet etwa 1,5 km südöstlich des Wohnplatzes Breitefenn erhielt den Namen Naturschutzgebiet Breitefenn. Es liegt nur etwa 500 Meter nordwestlich von Oderberg-Neuendorf im direkt angrenzenden Wald. Es gehört aber zum Forstrevier Breitefenn. Der dortige Wald mit seinen uralten Eichen wird als Urwald bezeichnet.